# San Martín de las Pirámides (kommun)
San Martín de las Pirámides är en kommun i Mexiko. Den ligger i delstaten Mexiko, i den centrala delen av landet, cirka 30 kilometer nordost om huvudstaden Mexico City. Huvudorten i kommunen är San Martín de las Pirámides. Kommunen hade 24 851 invånare vid folkmätningen 2010. San Martín de las Pirámides ingår i Mexico Citys storstadsområde och kommunens area är 67,22 kvadratkilometer.